# Anna Lex
Anna Lex (* 26. Mai 1870 in Neuruppin; † 13. August 1950 in Dortmund) war eine deutsche Politikerin.

## Leben
Anna Lex, geb. Clocke, war mit dem Expedienten Rudolf Lex verheiratet. Beide zogen vor 1895 von Mecklenburg nach Westfalen und lebten seit etwa 1903 in Dortmund. Anna Lex war in der Dortmunder Genossenschaftsbewegung aktiv und gründete im Oktober 1904 den Bildungsverein für Frauen und Mädchen der arbeitenden Klassen, zusammen mit anderen Ehefrauen sozialdemokratischer Funktionäre. Seit 1906 war sie Kreisvertrauensperson der sozialdemokratischen Frauen für den Kreis Dortmund-Hörde. 1908 wurde sie in den Zentralvorstand der Sozialdemokratischen Partei Deutschlands (SPD) für den Reichstagswahlkreis Dortmund-Hörde gewählt, in den Jahren bis 1924 nahm sie an mehreren SPD-Parteitagen und -Frauenkonferenzen teil. 1919 kandidierte sie vergeblich für die Verfassungsgebende Preußische Landesversammlung.
Von 1919 bis 1929 war Anna Lex Mitglied der Dortmunder Stadtverordnetenversammlung. Im April 1922 rückte sie für den verstorbenen Otto Hue in den Preußischen Landtag nach, wo sie jedoch nur bis 1924 blieb. Ab 1923 arbeitete Lex in der Pressekommission der Westfälischen Allgemeinen Volks-Zeitung.